# Кузнецов, Александр Павлович (военный)
Александр Павлович Кузнецов (8 ноября 1923, дер. Екатериновка, Белебеевский кантон, Башкирская АССР, — 30 мая 1979, Львов) — полковник артиллерии, полный кавалер ордена Славы.

## Биография
Кузнецов Александр Павлович родился 8 ноября 1923 года 8 ноября 1923 года в деревне Екатериновка Белебеевского р-на Башкортостана в семье крестьянина.
Русский. Член КПСС с 1944. Окончил 2 курса Белебеевского педагогического училища. В Красной Армии с декабря 1941 года.
В боях Великой Отечественной войны с июля 1942 года.
После войны Александр Павлович продолжал службу в армии. В 1953 году экстерном закончил Киевское артиллерийское училище. В 1971 году подполковник Кузнецов уволен в запас.
С 1975 года полковник запаса. Жил в г. Ивано-Франковск (Украина). Работал военруком средней школы № 2.
Скончался 30 мая 1979 года. Похоронен в с. Чукаливка Тысменицкого района Ивано-Франковской области.
.

## Подвиг
Пом. командира взвода управления 277-го гвардейского истребительного-противотанкового артиллерийского полка (4-я гв. истребительно-противотанковая бригада, 69-я армия, 1-й Белорусский фронт) гвардии сержант Кузнецов 25 июля 1944 года в ходе разведки обороны врага вблизи пос. Хмель (17 км юго-вост. г. Люблин, Польша) с группой бойцов вступил в вынужденный бой с гитлеровцами, в ходе которого было уничтожено около 10 вражеских солдат, 4 взято в плен, остальные обращены в бегство.
3 августа 1944 года награждён орденом Славы 3 степени.
Гв. старшина Кузнецов А. П. 31 июля 1944 года, вместе с пехотой переправившись через р. Висла (42,5 км восточнее г. Радом, Польша), в числе первых ворвался в расположение врага и лично уничтожил около 10 гитлеровцев. После этого разведал слабые места в обороне противника, что облегчило переправу основных сил артиллерийского полка.
21 сентября 1944 года награждён орденом Славы 2 степени .
При прорыве враж. обороны в р-не нас. пункта Пискуров (Польша) 14 января 1945 года Кузнецов, находясь в боевых порядках стр. подразделения, своевременно выявил огн. точки пр-ка, после чего корректировал стрельбу своей артиллерии. Благодаря ему были уничтожены 3 вражеских пулемета и миномет.
16 января 1945 года у населенного пункта Воля-Стара (восточнее г. Радом, Польша), защищая командира полка от внезапного нападения группы гитлеровцев, вместе с двумя разведчиками вступил в неравный бой. В завязавшейся перестрелке несколько вражеских солдат было убито, остальные обратились в бегство.
24 марта 1945 года награждён орденом Славы 1 степени.

## Награды
- Орден Славы трёх степеней
- Орден Отечественной войны 2 степени, Красной Звезды, медали («За отвагу» и два «За боевые заслуги»).